# Lee Betts
Lee Betts (* 5. September 1980) ist ein englischer Fußballschiedsrichterassistent.
Seit der Saison 2012/13 ist Betts Linienrichter in der Premier League.
Seit 2016 steht er als Schiedsrichterassistent und seit 2021 als Videoschiedsrichter auf der FIFA-Liste.
Bei der paneuropäischen Europameisterschaft 2021 wurde Betts als Videoschiedsrichter eingesetzt.